# Stadio Sultan Bilimchanov
Lo stadio Sultan Bilimchanov (in russo Стадион имени Султана Билимханова?, Stadion imeni Sultana Bilimchanova) è uno stadio di calcio di Groznyj, capitale della Cecenia, in Russia. 
Inaugurato nel 1946, ha una capienza di 10 120 spettatori e ha ospitato le gare interne della squadra del Terek Groznyj fino al 2011. Con l'inizio della Prem'er-Liga 2008 la federcalcio russa acconsentì alla richiesta del Terek di poter giocarvi le proprie partite interne. Dallo scoppio delle guerre cecene, infatti, la squadra disputava i suoi incontri casalinghi nello stadio di Pjatigorsk, nel Territorio di Stavropol'. 
Nel 2011 è stato rimpiazzato, quale sede delle partite dell'Achmat Groznyj, dall'Achmat Arena, denominata stadio Terek al momento dell'inaugurazione.